# Солентинаме
Солентина́ме (исп. Solentiname) — архипелаг в Центральной Америке.

## География

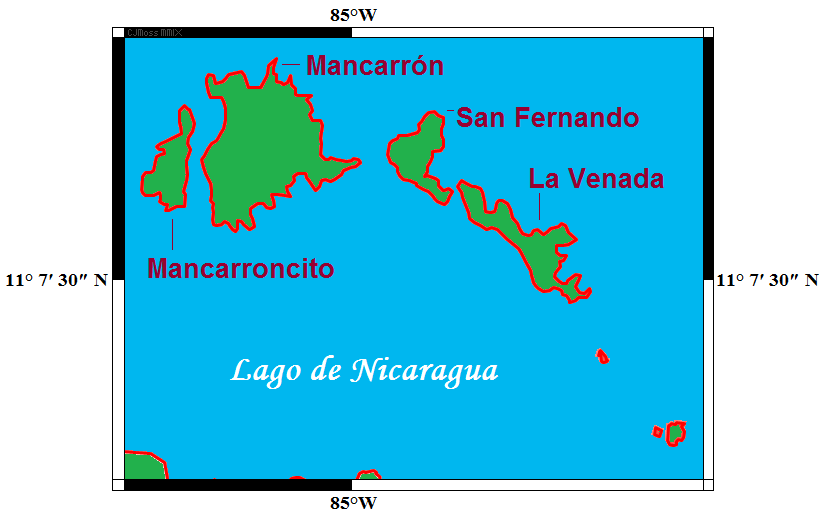

Расположен на юге озера Никарагуа, в департаменте Рио-Сан-Хуан. Происхождение островов являются вулканическим. Архипелаг состоит из четырех крупных островов, каждый в несколько километров в поперечнике, с запада на восток — Манкаронсито (Mancarroncito), Манкарон (Mancarrón), Сан-Фернандо (San Fernando), Ла-Венада (La Venada), и ещё включает в себя примерно 32 мелких острова.
Самая высокая точка острова находится на острове Манкарон — 257 м над уровнем моря. Годовое количество осадков на островах 1400—1800 мм, большая их часть выпадает в период с мая по декабрь. Средняя годовая температура составляет 26 °C.